# Йон, Георг
Георг Йон (нем. Georg John, настоящая фамилия — Якобсон/Якобзон (нем. Georg Jacobsohn); 23 июля 1879, Смигель, провинция Позен, Германская империя — 18 ноября 1941, Лодзь, Польша) — немецкий театральный и киноактёр.

## Биография
Родился 23 июля 1879 года в городе Смигеле, входившем в то время в провинцию Позен в составе Германской империи. С начала 1900-х годов служил актёром передвижных театров. В 1904 году работал актёром и режиссёром в Вильгельмсхафене. С 1905 года выступал в Штольпе, Альтоне, Мюльхайме-ан-дер-Рур, Бохуме и Гёттингене. В 1914 году получил приглашение в Vaterländische Schauspiele в Вене.
В 1916 году дебютировал в кино, сыграв в дальнейшем почти в 120 фильмах. Снимался в фильмах известных режиссёров Германии, в том числе в ряде постановок Фрица Ланга, ставших классикой немого кино: «Усталая смерть» (1921), «Доктор Мабузе, игрок» (1922), «Нибелунги» (1924) и «М» (1931). Снялся также в нескольких лентах Фридриха Вильгельма Мурнау, в частности в роли ночного сторожа в «Последнем человеке» (1924).
После прихода к власти национал-социалистов и принятия антиеврейских законов с весны 1933 года больше не получал ролей в кино. Стал членом Культурбунда — Культурного объединения немецких евреев, которое было распущено 11 сентября 1941 года. После этого депортирован в лодзинское гетто, где умер 18 ноября 1941 года при невыясненных обстоятельствах.

## Фильмография
- 1916 — Рамара / Ramara
- 1917 — Иностранец / Die Fremde — тибетский монах
- 1917 — Хильда Уоррен и Смерть / Hilde Warren und der Tod — Смерть
- 1919 — Пер Гюнт / Peer Gynt — профессор Бергифенфельдт
- 1919 — Пауки 1: Золотое море / Die Spinnen, 1. Teil — Der Goldene See — доктор Тельфас
- 1919 — Жуткие истории / Unheimliche Geschichten
- 1919 — Харакири / Harakiri — буддист Монк
- 1919 — Фантомы жизни / Phantome des Lebens
- 1919 — Мальчик в голубом / Der Knabe in Blau — цыганский вожак
- 1920 — Пауки 2: Бриллиантовый корабль / Die Spinnen, 2. Teil — Das Brillantenschiff — доктор Тельфас
- 1920 — Наполеон и маленькая прачка / Napoleon und die kleine Wäscherin
- 1921 — Усталая Смерть / Der müde Tod — нищий
- 1921 — Загадка Сфинкса / Das Rätsel der Sphinx — мумия
- 1921 — Леди Гамильтон / Lady Hamilton — второй доминиканец
- 1921 — Индийская гробница / Das indische Grabmal erster Teil — Die Sendung des Yoghi — кающийся
- 1921 — Индийская гробница 2 / Das indische Grabmal zweiter Teil — Der Tiger von Eschnapur — кающийся
- 1922 — Авантюрист / Der Abenteurer — красный Джонни
- 1922 — Горящая пашня / Der Brennende Acker — командир наемников
- 1922 — Доктор Мабузе, игрок / Dr. Mabuse, der Spieler — Ein Bild der Zeit — Пеш
- 1922 — Трое и она / Sie und die Drei — уважаемый человек за решеткой
- 1922 — Иеремия / Jeremias — египетский эмиссар
- 1922 — Мария-Антуанетта — Жизнь королевы / Marie Antoinette — Das Leben einer Königin — Робеспьер
- 1923 — Каменный всадник / Der steinerne Reiter — портье
- 1923 — Потерянная туфелька / Der verlorene Schuh — Йон
- 1924 — Нибелунги: Зигфрид / Die Nibelungen: Siegfried — кузнец Мим / Альберих / Слаодель
- 1924 — Нибелунги: Месть Кримгильд / Die Nibelungen: Kriemhilds Rache — Блаодель
- 1924 — Ночи Декамерона / Decameron Nights — астролог
- 1924 — Мой Леопольд / Mein Leopold — Нибиш
- 1924 — Кабинет восковых фигур / Das Wachsfigurenkabinett
- 1924 — Последний человек / Der Letzte Mann — ночной вахтер
- 1924 — Гильотина / Guillotine
- 1925 — Экспресс любви / Blitzzug der Liebe
- 1925 — Варьете / Varieté — моряк
- 1925 — Приключение в ночном экспрессе / Abenteuer im Nachtexpreß — Сивенс, слуга Рауля
- 1926 — Мельница Сан-Суси / Die Mühle von Sanssouci — генерал Зиетен
- 1926 — Королевский приказ / Des Königs Befehl
- 1927 — Ткачи / Die Weber
- 1927 — Гонимые женщины / Gehetzte Frauen
- 1927 — На краю света / Am Rande der Welt
- 1927 — Человек без головы / Der Mann ohne Kopf — грозный
- 1928 — Альрауне / Alraune — убийца
- 1928 — Лютер / Luther — калека
- 1928 — Паника / Panik
- 1928 — Палач / Der Henker
- 1928 — Волга-Волга / Wolga Wolga
- 1928 — Шпионы / Spione — кондуктор поезда
- 1929 — Сомнамбула / Somnambul — хозяин
- 1929 — Андреас Хофер / Andreas Hofer — Франц Рафл, фермер
- 1929 — Атлантика / Atlantik — Вендт, слуга Томаса
- 1930 — Страна улыбок / Das Land des Lächelns — Чанг в оперетте
- 1930 — Дантон / Danton — прокурор
- 1931 — М / M — слепой продавец воздушных шаров
- 1932 — FP 1 не отвечает / FP1 antwortet nicht — машинист
- 1933 — Прыжок в пропасть / Sprung in den Abgrund — фотограф
- 1933 — Завещание доктора Мабузе / Das Testament des Dr. Mabuse — слуга Баума